# 塞巴斯蒂安·王-漢森
塞巴斯蒂安·王-漢森（Sebastian Wang-Hansen，1988年6月6日—），是一名出生於挪威滕斯貝格的帆船運動員，他曾參加2012年倫敦奧林匹克運動會，在帆船風浪板項目上獲得第24名。

## 參賽紀錄
| 年份 | 賽事           | 主辦城市 | 名次   | 項目   |
| ---- | -------------- | -------- | ------ | ------ |
| 2012 | 奧林匹克運動會 | 倫敦     | 第24名 | 風浪板 |

## 外部連結
- Sebastian Wang-Hansen （页面存档备份，存于） - ISAF